# Język emplawas
Język emplawas – język austronezyjski używany w prowincji Moluki w Indonezji, przez mieszkańców wsi Emplawas na wyspie Babar. Według danych z 2007 roku posługuje się nim 250 osób.
Publikacja Peta Bahasa podaje, że jest używany we wsi Emplawas (kecamatan Pulau-Pulau Babar Timur, kabupaten Maluku Barat Daya), gdzie współistnieje z językiem masela. Oprócz tego jego użytkownicy zamieszkują wsie Tela, Lawawang i Iblatmuntah. Według Ethnologue znajomość tego języka jest w zaniku (posługują się nim wyłącznie osoby w podeszłym wieku). Społeczność komunikuje się także w lokalnym malajskim i indonezyjskim.
Nie wykształcił piśmiennictwa.